# Eutropha mediterranea
Eutropha mediterranea är en tvåvingeart som beskrevs av Becker 1910. Eutropha mediterranea ingår i släktet Eutropha och familjen fritflugor. Inga underarter finns listade i Catalogue of Life.